# イビデングリーンテック
イビデングリーンテック株式会社（英: Ibiden Greentec Co., Ltd. ）は、イビデン株式会社の100%子会社で法面工事・造園を得意とする建設会社。三井不動産系の三井不動産グリーンテックを吸収合併した経緯から、東京ミッドタウン等の三井不動産関連の工事も多い。

## 事業部
- 企画管理本部
- 法面事業本部
- 造園事業本部
- 建設事業部
- プラント事業部

## 沿革
- 1959年3月 - 揖斐川電気工業株式会社（現・イビデン）等の出資により、複合肥料の製造販売を目的として、岐阜県羽島郡に揖斐電肥料株式会社として設立。
- 1963年
  - 3月 - 土木工事業に進出。
  - 6月 - 食品加工事業に進出、天然香辛料の製造開始。
- 1970年8月 - 肥料事業から撤退し、肥料の製造販売を廃止。
- 1972年12月 - イビデン工業株式会社に商号変更。
- 1975年11月 - 食品加工事業をイビデン食品（現・イビデン物産）に営業譲渡。
- 1997年4月 - 名古屋証券取引所第二部に上場。
- 1998年5月 - 三井不動産グリーンテック株式会社と合併し、イビデングリーンテック株式会社に商号変更。
- 2005年9月 - 株式交換によりイビデンの完全子会社となる。